# Bob Birdsell
Bob Birdsell (né le 10 décembre 1947 à Stettler, dans la province de l'Alberta au Canada) est un joueur professionnel retraité canadien de hockey sur glace.

## Statistiques en carrière
| Saison    | Équipe                     | Ligue |    | Saison régulière | Saison régulière | Saison régulière | Saison régulière | Saison régulière |   | Séries éliminatoires | Séries éliminatoires | Séries éliminatoires | Séries éliminatoires | Séries éliminatoires |
| Saison    | Équipe                     | Ligue | PJ | B                | A                | Pts              | Pun              | PJ               | B | A                    | Pts                  | Pun                  |                      |                      |
| 1969-1970 | Golden Eagles de Salt Lake | WHL   | 60 | 6                | 12               | 18               | 26               | -                | - | -                    | -                    | -                    |                      |                      |
| 1970-1971 | Blues de Kansas City       | LCH   | 17 | 2                | 4                | 6                | 4                | -                | - | -                    | -                    | -                    |                      |                      |
| 1970-1971 | Wranglers d'Amarillo       | LCH   | 48 | 10               | 17               | 27               | 11               | -                | - | -                    | -                    | -                    |                      |                      |
| 1971-1972 | Bears de Hershey           | LAH   | 62 | 9                | 13               | 22               | 18               | 4                | 0 | 0                    | 0                    | 0                    |                      |                      |
| 1972-1973 | Bears de Hershey           | LAH   | 74 | 12               | 23               | 35               | 13               | 7                | 2 | 1                    | 3                    | 2                    |                      |                      |